# Вилхелм II (Хенеберг-Шлойзинген)
Вижте пояснителната страница за други личности с името Вилхелм II.
Вилхелм II (III) фон Хенеберг-Шлойзинген (на немски: Wilhelm II (III) von Henneberg-Schleusingen) от фамилията на графовете на Хенеберг е граф на Хенеберг-Шлойзинген.

## Биография
Роден е на 14 март 1415 година. Той е първият син на граф Вилхелм I фон Хенеберг-Шлойзинген (1384 – 1424 в Кипър) и съпругата му Анна фон Брауншвайг-Гьотинген (1387 – 1426), дъщеря на херцог Ото I фон Брауншвайг-Гьотинген (1330 – 1394) и Маргарета фон Юлих (1365 – 1442).
Вилхелм II умира при лов на 8 януари 1444 година в Шлойзинген на 28-годишна възраст. По-малкият му брат Хайнрих XI (VIII) фон Хенеберг-Шлойзинген (1422 – 1475) напуска през 1445 г. духовничеството и има претенции за наследството.

## Фамилия
Вилхелм II се жени през 1432/1434 г. за графиня Катарина фон Ханау (* 21 януари 1408; † 25 септември 1460), вдовица на граф Томас II фон Ринек († 1431), дъщеря на граф Райнхард II фон Ханау (1369 – 1451) и Катарина фон Насау-Байлщайн († 1459). Те имат децата:
- Вилхелм III (IV) (1434 – 1480), от 1444 до 1480 г. граф на Хенеберг-Шлойзинген, женен за Маргарета фон Брауншайг-Волфенбютел (1451 – 1509)
- Маргарета (1437 – 1491), бенедиктанска монахиня в манастир Илм
- Йохан II (1439 – 1513), от 1472 г. абат на манастир Фулда
- Бертхолд XII (* 9 януари 1441), духовник
- Бертхолд XIV (* 4 март 1443; † 20 април 1495), пропст в Бамберг, катедрален кантор в Щрасбург и Бамберг
- Маргарета (1444 – 1485), омъжена 1458 г. за граф Гюнтер XXXVI фон Шварцбург-Бланкенбург († 1503)